# RR Vulpeculae
RR Vulpeculae (RR Vul) es una estrella variable en la constelación de Vulpecula que se localiza 8 minutos de arco al sur de 32 Vulpeculae.
Su distancia al sistema solar no es bien conocida —el satélite Hipparcos no midió su paralaje—, estimándose en 1890 años luz.
RR Vulpeculae constituye una binaria cercana —las dos componentes se hallan muy próximas entre sí— pero es considerada una binaria separada, lo que implica que no existe transferencia de masa entre las dos componentes.
La estrella primaria tiene tipo espectral A2 y su temperatura efectiva es de 8600 K.
Su luminosidad es 21 veces superior a la luminosidad solar y su radio es 2,1 veces más grande que el del Sol.
Tiene una masa de 3,15 masas solares.
La estrella secundaria es una gigante amarilla de tipo G3III con una temperatura efectiva de 5340 K.
14 veces más luminosa que el Sol, duplica en tamaño a su compañera.
Tiene una masa de 2,05 masas solares.
El período orbital del sistema es de 5,0507 días, estando clasificada RR Vulpeculae como una binaria eclipsante de tipo Algol. Su brillo fluctúa entre magnitud aparente +10,00 y +11,40, existiendo un eclipse principal pero no un eclipse secundario.